# PWS-50
PWS-50 – polski samolot sportowy skonstruowany w 1930 w Podlaskiej Wytwórni Samolotów, zbudowany w jednym egzemplarzu.

## Historia
Samolot został zaprojektowany w latach 1929–1930 w Podlaskiej Wytwórni Samolotów, z własnej inicjatywy fabryki, jako jeden z kilku samolotów przeznaczonych specjalnie do uczestnictwa w Międzynarodowych Zawodach Samolotów Turystycznych Challenge 1930 (ponadto PWS-8, PWS-51, PWS-52). Projekt wstępny opracował mjr inż. Wacław Makowski, a projekt konstrukcyjny – inż. August Bobek-Zdaniewski. Prototyp zbudowano i oblatano na wiosnę 1930 w Białej Podlaskiej (pilot Franciszek Rutkowski).
Samolot miał dość rzadko spotykany układ konstrukcyjny średniopłata z dwoma miejscami w odkrytej kabinie obok siebie. Szeroki płat ograniczał jednak widoczność z kabiny w dół. Jesienią 1930 zamieniono rurę wydechową silnika prowadzącą prosto do góry przed kabiną załogi, na rurę prowadzącą w dół po lewej stronie silnika, poniżej płata.

## Użycie
Samolot ze znakami rejestracyjnymi SP-ADB, wziął udział w zawodach Challenge 1930 w lipcu 1930, pilotowany przez kpt. Zbigniewa Babińskiego. Został on jednak zdyskwalifikowany za przekroczenie czasu lotu okrężnego wokół Europy, aczkolwiek ukończył lot poza konkursem.
Później samolot był przez używany przez Klub Lotniczy przy Podlaskiej Wytwórni Samolotów. Brał udział w kilku zawodach lotniczych w Polsce, lecz bez większych sukcesów. Podczas III Krajowego Konkursu Awionetek we wrześniu–październiku 1930, pilotowany przez W. Krasickiego, został uszkodzony podczas przelotu z Brześcia do Grodna. Po remoncie masa wzrosła do 452 kg. Bez powodzenia samolot startował w I Lubelsko-Podlaskich Zimowych Zawodach Lotniczych i IV Krajowym Konkursie Samolotów Turystycznych w 1931, nie kończąc zawodów. W 1932 otrzymał nazwę „Podlasianka”. W lutym 1933 A. Uszacki zajął na PWS-50 6. miejsce w II Lubelsko-Podlaskich Zimowych Zawodach Lotniczych, a 4–5 czerwca tego roku J. Szałowski zdobył na nim 3. miejsce w I Locie Północno-Zachodniej Polski. Pod koniec czerwca 1933 samolot został uszkodzony w wypadku w Warszawie, po czym został skasowany.

## Opis techniczny
Wolnonośny średniopłat o konstrukcji drewnianej. Kadłub o przekroju prostokątnym, kryty sklejką oraz blachą aluminiową w części osłony silnika. Trapezowy niedzielony dwudźwigarowy płat z zaokrąglonymi końcówkami, kryty płótnem i sklejką do przedniego dźwigara. Usterzenie drewniane, stateczniki kryte sklejką, stery płótnem.
Dźwigary przechodziły przez kadłub, a między nimi znajdowała się odkryta kabina załogi, z miejscami obok siebie, wyposażona we wspólny wiatrochron od przodu. Kabina miała podwójne sterownice. Za kabiną i w wykrojach płata po bokach kabiny był bagażnik.
Podwozie stałe, trójgoleniowe, w układzie klasycznym, z amortyzatorami olejowo-powietrznymi i płozą ogonową.
Silnik 4-cylindrowy rzędowy z cylindrami stojącymi ADC Cirrus III z przodu kadłuba. Śmigło dwułopatowe, drewniane. Zbiornik paliwa pojemności 100 litrów umieszczony w kadłubie za kabiną, pod bagażnikiem – miał możliwość awaryjnego odrzucenia w locie. Przelotowe zużycie paliwa – 26 l/h.